# Zur blauen Traube (Algund)

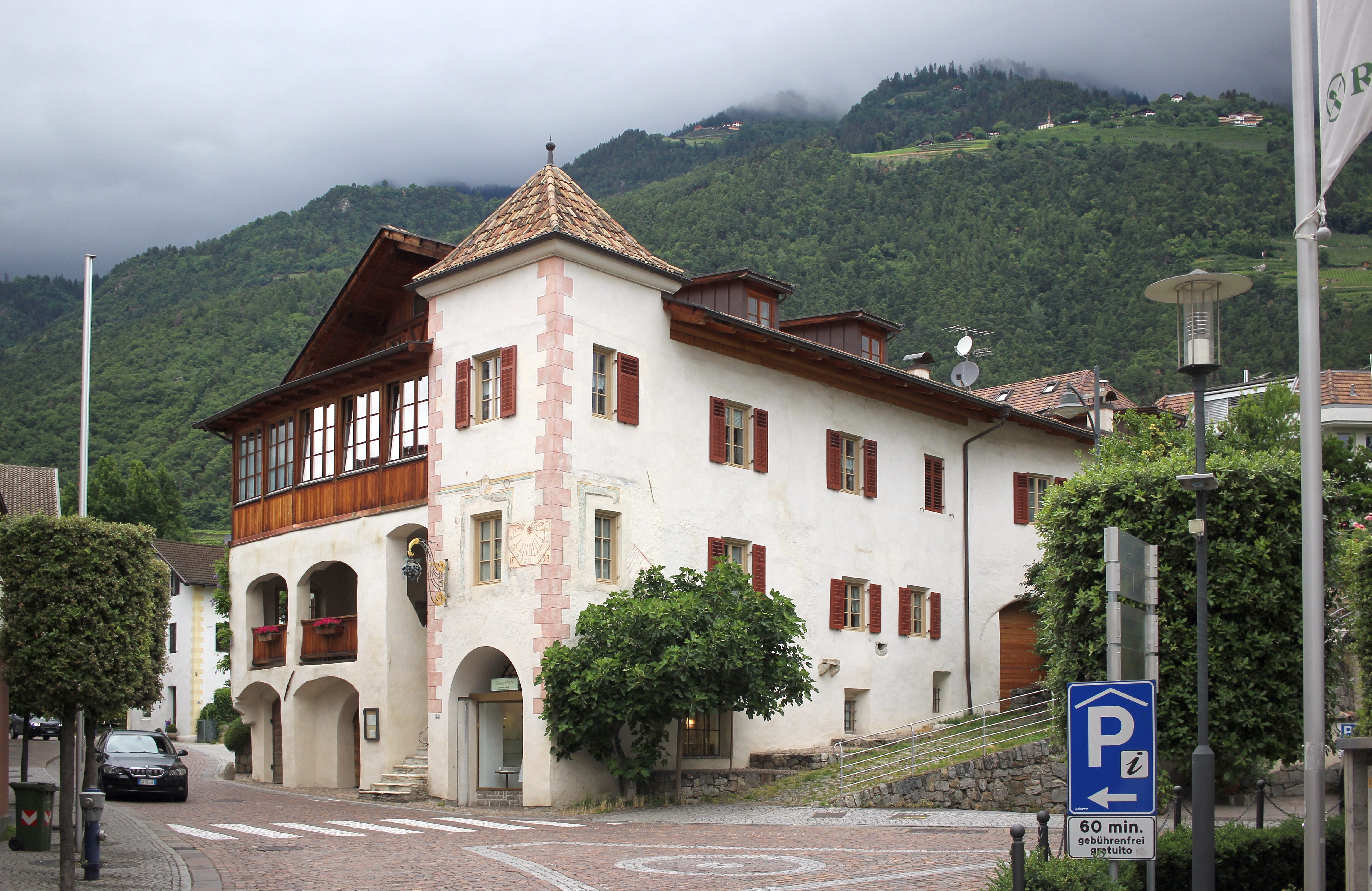
Zur blauen Traube in Algund

Der Gasthof Zur blauen Traube in Algund ist ein historischer Gasthof, dessen Existenz seit 1515 belegt ist. Seit 1999 steht das Gebäude unter Denkmalschutz.
Das Gasthaus liegt an der ehemaligen Durchzugsstraße von Meran zum Reschenpass, einer seit dem Mittelalter stark frequentierten Handelsroute.
In den 1840er Jahren wurde eine größere Landstraße mit abweichendem Streckenverlauf in Algund errichtet. Der damalige Wirt verlegte sein Geschäft zu dieser neuen Landstraße, aber bereits nach 1875 wurde das Gebäude wieder als Gasthaus genutzt.
2009 wurde das Haus durch Peter Haller in Abstimmung mit dem Südtiroler Landesdenkmalamt gründlich renoviert. Das Äußere wurde dabei kaum verändert, wie ein Ölbild aus dem 17. Jahrhundert belegt.
Das Gebäude ist dreistöckig, der Gastbetrieb befindet sich im ersten Stock. An der Fassade befindet sich eine Sonnenuhr von Philipp Reisperger, bezeichnet 1593.
Das Gasthaus hatte im Lauf der Jahre verschiedene Namen: Wirtsbehausung an der Vihschaid, Hanswirt, Hirschenwirt, Traubenwirt, Zur blauen Traube. Auch der Straßenname änderte sich öfters: An der Viechschaid, Landstraße, Mühlweg, Alte Landstraße.

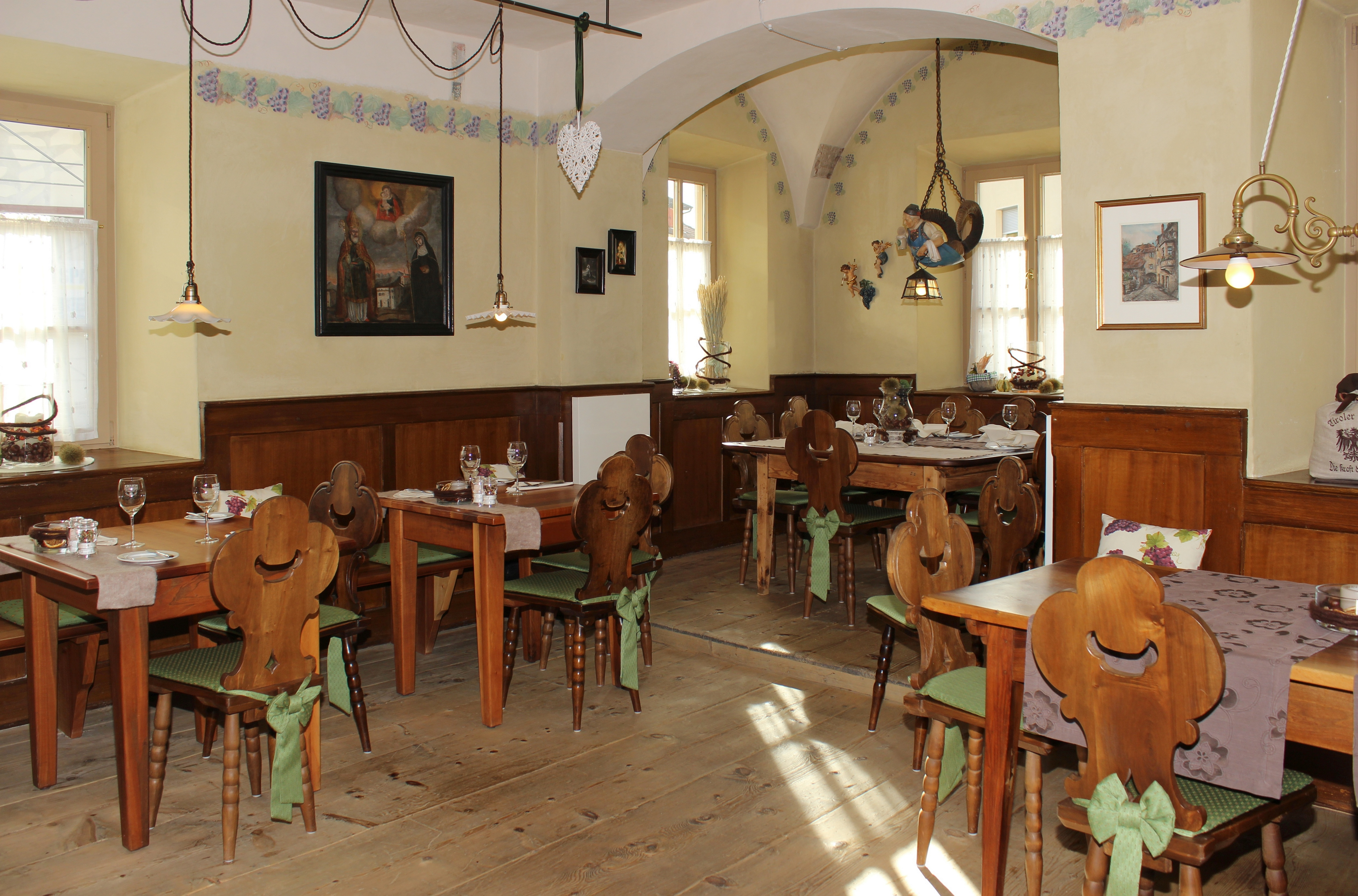
Die Erkerstube
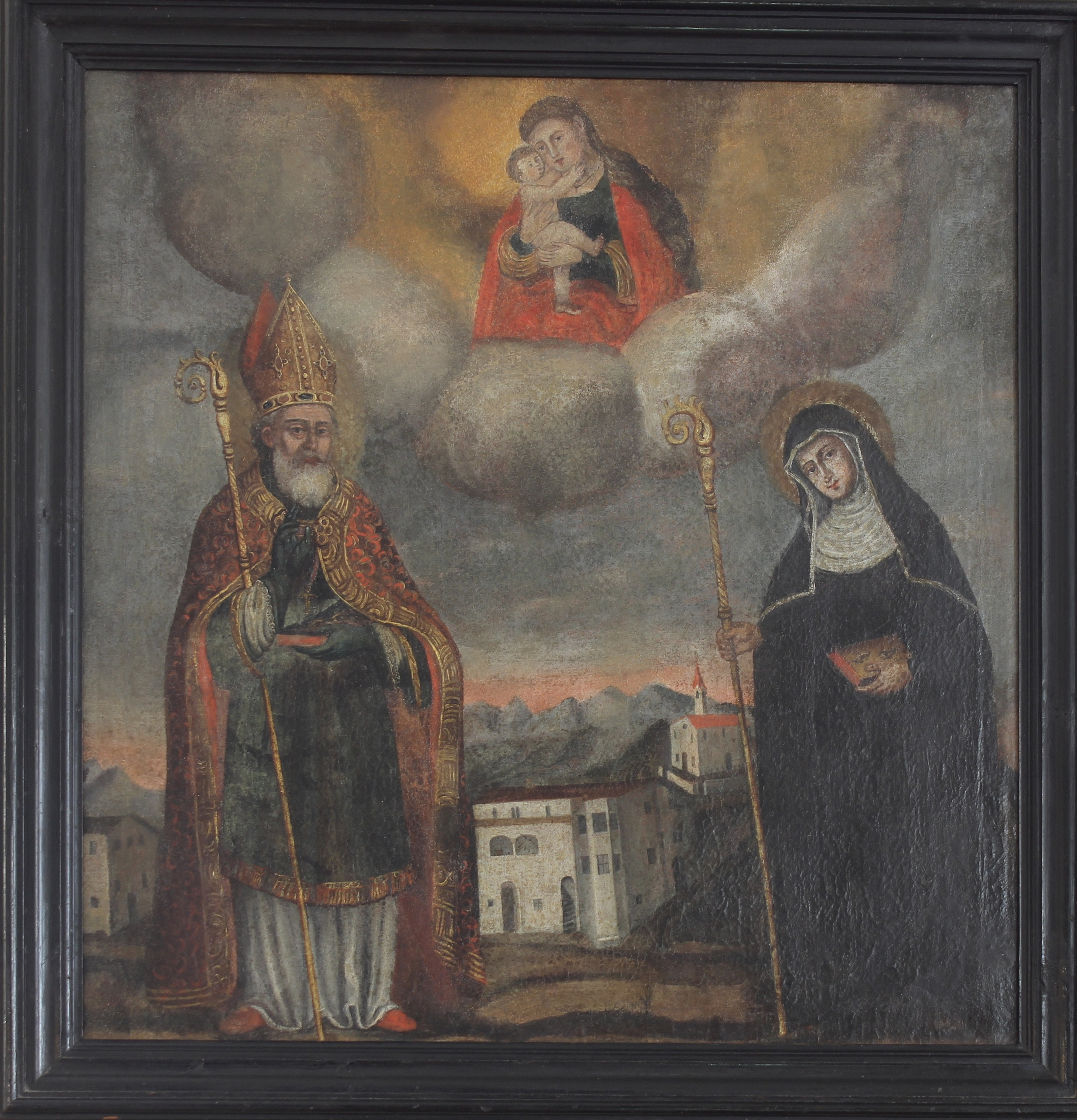
Darstellung aus dem 17. Jahrhundert
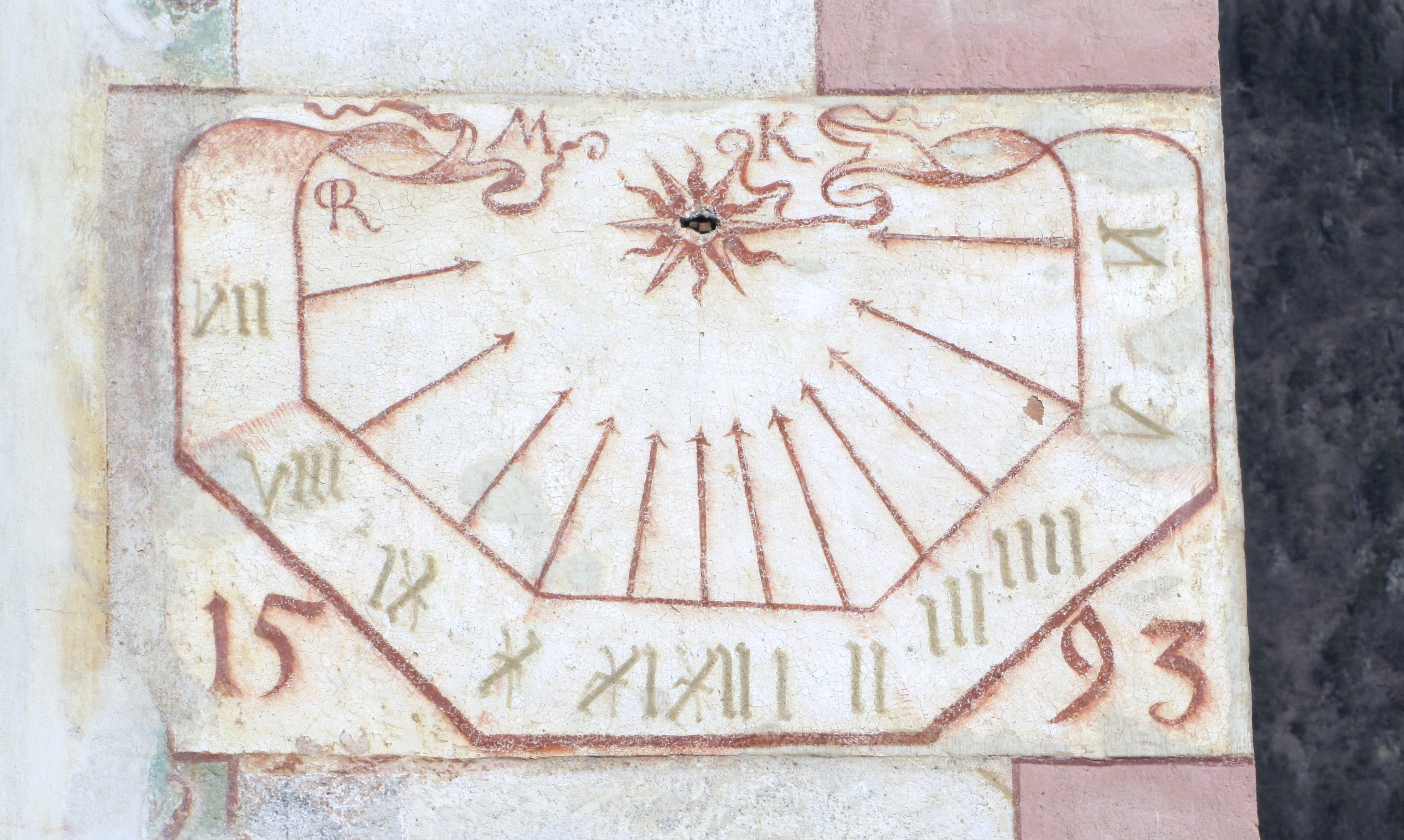
Sonnenuhr von 1593